# フレーム発光
フレーム発光（フレームはっこう）とは、炎中で原子化・熱励起された物質が基底状態に戻る際に、元素に固有の光を発する現象のことである。

## フレーム発光分光法
フレーム発光分光法は、試料を炎中で原子化し、そこからの発光スペクトルを測定することで、試料中の元素の同定および定量を行うものである。主として、工場排水などの水溶液中に含まれる微量元素の検出に用いられる。